# Caspar Widmer
Caspar Widmer auch Widmer-Heusser (* 1. Oktober 1829 in Hombrechtikon; † 2. November 1913 in Gossau; heimatberechtigt in Hombrechtikon sowie seit 1872 in Gossau) war ein Schweizer Textilfabrikant.

## Leben

### Familie und Ausbildung
Der reformiert getaufte, aus der im Kanton Zürich gelegenen politischen Gemeinde Hombrechtikon stammende Caspar Widmer, Sohn des Caspar Widmer senior sowie dessen Ehegattin Anna Elisabeth geborene Heusser, besuchte nach seinem Pflichtschulabschluss von 1847 bis 1850 das Lehrerseminar in Küsnacht. Im Folgejahr absolvierte er eine Ausbildung zum Sekundarlehrer an der Akademie Lausanne. Caspar Widmer heiratete im Jahr 1855 seine Cousine Susanna, Tochter des Baumwollspinnereibesitzers sowie Zürcher Grossrats Johannes Heusser. Er  starb Anfang November 1913 im Alter von 84 Jahren in Gossau.

### Beruflicher Werdegang
Nach Abschluss seiner Ausbildung trat Widmer 1851 eine Lehrerstelle an der stadtzürcherischen Oberrealschule an, die er 1863 niederlegte. 1868 wurde Widmer nach dem Tod seines Schwiegervaters gemeinsam mit seinem Schwager die Leitung der Baumwollspinnerei im Tannenberg in Gossau übertragen. Nachdem diese 1894 niedergebrannt war, ordnete er die Errichtung einer mechanischen Seidenweberei an derselben Stelle an. Caspar Widmer übernahm darüber hinaus 1881 das Präsidentenamt des Schweizerischen Spinner-, Zwirner- und Webervereins, das er bis 1896 innehielt. 1892 wurde er in den Verwaltungsrat der Eidgenössischen Bank gewählt, 1894 wurde er zum Präsidenten bestellt, 1906 zog er sich altersbedingt aus dieser Funktion zurück. Caspar Widmer, der zudem in den Jahren 1875 bis 1890 das Amt des Gemeindepräsidenten von Gosau versah, gilt als Hauptinitiant der 1903 erbauten Wetzikon-Meilen-Bahn.

## Porträt
- Widmer-Heusser, Caspar (1829 – Präsident des Schweizerischen Spinner-, Zwirner- und Webervereins seit 1881), Porträt. Halbfigur. Original – Holzstich, 16 × 11 cm, 1892